# Coen Oort

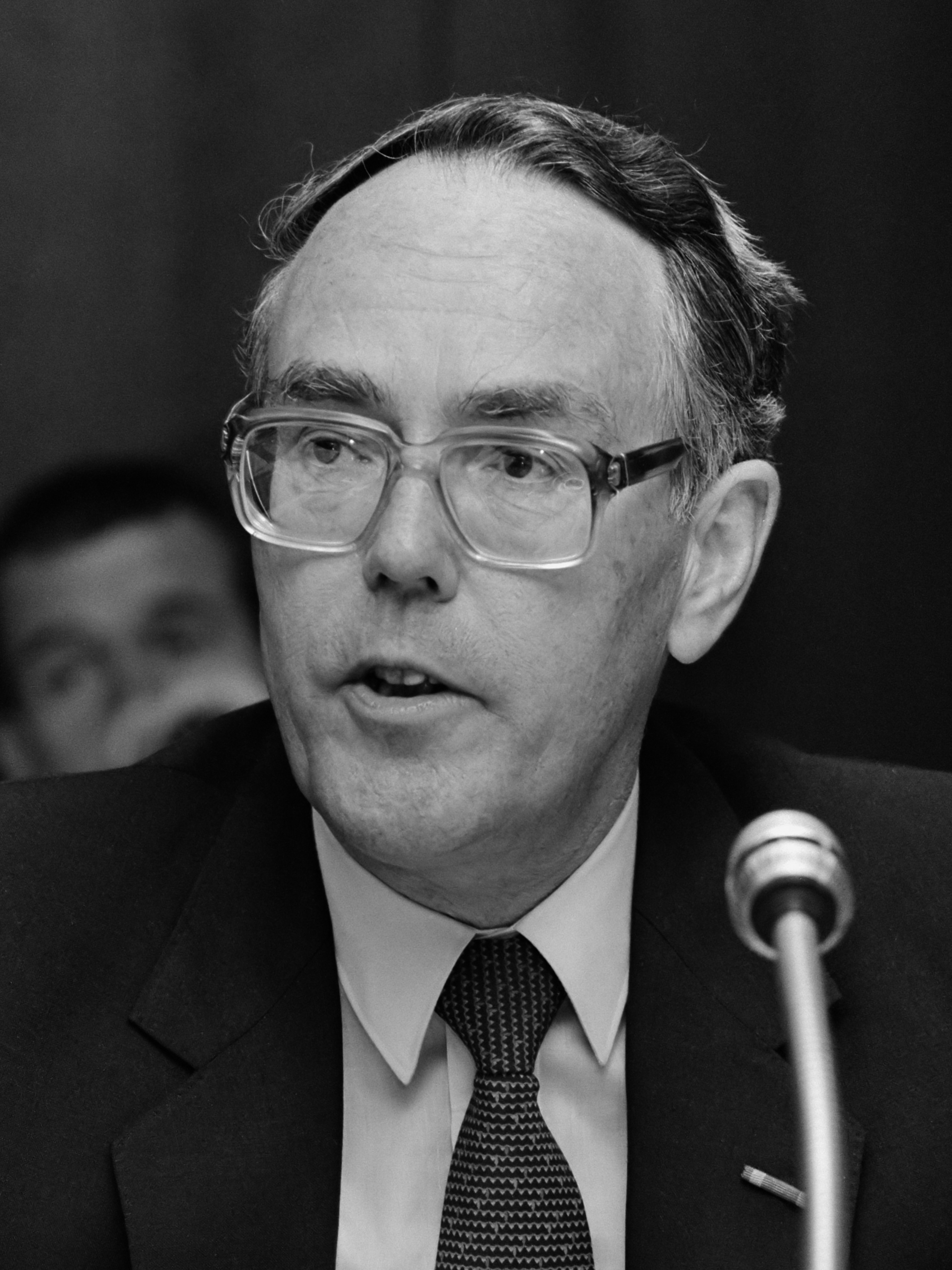
Coen Oort (1986)

Coenraad Jan (Coen) Oort (Leiden, 5 december 1928 – Wassenaar, 23 november 2007) was een Nederlands econoom, topambtenaar en bestuurder. Hij was van 1971 tot 1977 thesaurier-generaal op het ministerie van Financiën. Voor die periode was hij hoogleraar economie aan de Universiteit Utrecht.
Zijn vader was de bekende astronoom Jan Hendrik Oort. 
Oort was voorzitter van de naar hem genoemde Commissie Oort, welke in 1990 verantwoordelijk was voor een herziening van de Nederlandse inkomstenbelasting.
In 1977 werd Oort lid van de raad van bestuur van ABN maar bleef tevens adviseur op het ministerie van Financiën. Sinds 1994 was hij - inmiddels gepensioneerd - kamerheer van koningin Beatrix in Den Haag. Naast dit alles vervulde hij ook diverse commissariaten.
Coen Oort overleed op 78-jarige leeftijd.

## Commissariaten
- President-commissaris BCE International Holdings B.V.
- Koninklijke Luchtvaart Maatschappij N.V.
- Robeco Groep
- Lid Raad van Commissarissen Koninklijke KPN NV
- Northern Telecom International Finance B.V.
- Koninklijke Philips Electronics N.V.
- BCE Tele-Direct Publications International B.V.

## Publicaties
- Inkomensverdeling en verdelingspolitiek, in J.E. Andriessen en M.A.G. van Meerhaeghe (eds.) Theorie van  de  Economische  Politiek (Stenfert  Kroese, Leiden 1962).